# Georgetown (Colorado)
Georgetown é uma cidade  localizada no estado americano do Colorado, no Condado de Clear Creek.

## Demografia
Segundo o censo americano de 2000, a sua população era de 1088 habitantes.
Em 2006, foi estimada uma população de 1054, um decréscimo de 34 (-3.1%).

## Geografia
De acordo com o United States Census Bureau tem uma área de 2,7 km², dos quais 2,5 km² cobertos por terra e 0,2 km² cobertos por água. Georgetown localiza-se a aproximadamente 2827 m acima do nível do mar.

## Localidades na vizinhança
O diagrama seguinte representa as localidades num raio de 20 km ao redor de Georgetown.